# Apophis (demon)
Apofis, Apop (egip. Apep, Apepi, Aapep) − w mitologii starożytnego Egiptu olbrzymi wężowy demon mroku i chaosu, postrzegany jako przeciwnik Słońca (boga Ra) i symbol sił ciemności. 
Miał zamieszkiwać głębiny praoceanu (Duat) przybierając postać węża o „złym wyglądzie” i „złym charakterze”. Przypisywano go do krainy potępionych przez sąd Ozyrysa, gdzie stanowił część boskiego wymiaru sprawiedliwości. Miał także zdolności uzdrawiające; niektóre przedstawienia Apofisa ukazują go owiniętego ochronnie wokół ciała martwego Ozyrysa.
Zgodnie z mitem Apofis atakuje słoneczną barkę Ra podczas wschodu i zachodu Słońca. Krew zranionego demona zabarwia wówczas niebo czerwienią. Mimo niepowodzeń, wąż stale próbuje zatrzymać Słońce podczas jego wędrówki i codziennie zostaje przez nie pokonany i zraniony. Sprzymierzeńcem Ra jest tu Bastet jako strażniczka barki słonecznej.
Według Greków Apofis był bratem Heliosa.

## Współczesne odniesienia
Imieniem egipskiego bóstwa została nazwana planetoida Apophis, odkryta 19 czerwca 2004 roku.
Apofis występuje w trylogii fantasy Kroniki Rodu Kane Ricka Riordana.
Jego imię nosił jeden z kosmitów Goa’uld w serialu Stargate SG-1.